# Émile Noël (1927-2024)
Ne doit pas être confondu avec Émile Noël.
Pour les articles homonymes, voir Noël (homonymie).
Émile Charles Noël, né le 18 février 1927 à Paris et mort le 6 mai 2024 à Monclar-de-Quercy, est un journaliste, psychanalyste, enseignant chercheur, artiste et écrivain français. Passionné de sciences, de philosophie et d'arts, il reçoit le prix Alphonse-Allais pour son livre Fleur de méninges en 1961. Il écrit de nombreux ouvrages dont Accrocs dans le ciel en 2008.

## Carrière

### Homme de radio
Il est auteur de programmes audiovisuels et réalisateur sur la RTF, l'ORTF et Radio France de 1958 à 1998 dont des émissions scientifiques sur France Culture et sur France Inter, notamment la série intitulée Douze clés pour dont certains numéros deviennent des livres,. Il produit également des émissions dédiées aux artistes avec lesquels il s'entretient sur leur carrière et leur vie. Ainsi, il consacre son émission hebdomadaire Profils à des auteurs compositeurs et interprètes tels que Serge Reggiani et Jean Ferrat entre autres,, et dans son émission Nuits Magnétiques, plusieurs artistes dont Charles Aznavour se confient sur leur carrière et leur vie.
Il est également chargé de recherche au Service de Recherche de l'ORTF de 1969 à 1974 ainsi que chercheur formateur à l'Institut national de l'audiovisuel entre 1975 et 1992. Il reçoit le Grand Prix de la Société des gens de lettres en 1983.

### Homme de théâtre, metteur en scène
Dans les années 1950, il s'investit dans divers projets en lien avec le théâtre. Il est d'abord acteur au théâtre national de Chaillot (1951-1952),  puis à la compagnie Jean Mercure (1953-1954) et à la compagnie Renaud-Barrault (1954-1958). Il est également animateur dans le théâtre expérimental et éducatif : Le Documentaire Dramatique (1951-53), le Théâtre du Capricorne (1952-54), Portraits d'après nature, montages dramatiques de Jean Herrmann pour l'UNESCO (1952-54).
Il s'investit dans le domaine de la formation et devient directeur de stages «Théâtre » Éducation Populaire pour le Ministère de la Jeunesse et des Sports de 1953 à 1970. 
Il met en scène de nombreux spectacles dont Les douze travaux d'Hercule, en collaboration avec Michel Small à l'Opéra-mime en 1957, ou encore Magie toujours vivante en 1968. 
Puis il est professeur à l'Office de coopération radiophonique de 1964 à 1969, et animateur fondateur d'Entraînement Actuel, un « collectif de travail pour l'étude, l'application et la diffusion d'une méthode d'entraînement de l'acteur, du conteur et à l'expression relation ».
Il est co-directeur du Festival de Vaison la Romaine-Carpentras de 1953 à 1974. Il est aussi directeur du Groupe et de l'Atelier Actuel, subventionnés par le Ministère de la Culture qui produisent plusieurs spectacles dans les années 1970.
Puis, ayant obtenu un doctorat en Sciences humaines, il devient enseignant-chercheur à l'Université Paris-VIII entre 1978 et 1979. Il travaille et enseigne notamment ce qu'il appelait « l'écriture sous contrainte » à l'Institut de création, formation et recherche Charles Cros dont il devint vice-président en 2006.
Enfin, il dirige le séminaire Dire, raconter, « entraînement destiné aux acteurs, conteurs et quiconque doit faire de la parole et du geste l'instrument privilégié de son expression » de 2000 à 2008.

### Parolier, chercheur à l'INA et psychanalyste
En tant que parolier, il écrit pour Georges Moustaki, Serge Reggiani, Jean-Baptiste Farraigue entre autres.
Il est également directeur de stages de formation professionnelle à l'INA, de 1976 à 1980.
Détenteur d'une maîtrise en psychopathologie, il devient psychanalyste, Il enseigne et participe aux travaux du CIRMEP (Centre International de Recherche et de Méthodologie en psychothérapie) jusqu'en 1990.  
Il contribue à l'écriture de livres de psychanalyse et de psychothérapie tels que Une histoire de la raison, entretiens avec François Chatelet, édité chez Seuil, en 1992, et l'ouvrage En l'homme le bébé, entretiens avec Serge Lebovici, Eshel, 1992, aujourd'hui référencés dans des centres de psychothérapiques. 
Il devient membre de la Société de recherches psychothérapiques de Langue Française et Membre du Groupe d'Étude de l'ACT (Abord Corporel Thérapeutique) ainsi que membre associé au GIREP (Groupe International du Rêve Éveillé en Psychanalyse) jusqu'en 2000. Il est membre de la SFRP (Société Française de Relaxation Psychothérapique) jusqu'en 2006. 

« Je n’imaginais pas avoir fait autant de choses et aussi disparates … en apparence, en apparence seulement. Car, à bien y regarder, les différents aspects de mes activités s’unifient par leur lien profond et constant avec le théâtre. Même s’il n’y paraît pas, à l’évidence, le théâtre reste le centre de gravité de ma réflexion et oriente mon travail, encore aujourd’hui. »

— Émile Noël, Dans le rétroviseur

## Vie privée
Assez tard dans sa vie, il rencontre Lahouria Mezghrani, qui devient son élève, puis son épouse. Celle qui fût la dernière compagne de sa vie deviendra une véritable source d'inspiration pour Émile qui la fait apparaître dans ses dernières écrits, notamment La Trilogie de Lahouria.

## Ouvrages
- Fleurs de méninge, Fayard, 1961 (Prix A. Allais)
- Le darwinisme aujourd'hui, dir. collectif, entretiens, Seuil, 1979 (traduit en portugais)
- La matière aujourd'hui, dir. collectif, entretiens, Seuil, 1981 (traduit en anglais)
- 12 clés pour la physique, entretiens avec G.Lochak, Augustin Fresnel, 1982 (Prix de la SGDL, 1983)
- L'espace et le temps aujourd'hui, dir. collectif, entretiens, Seuil, 1983
- 12 clés pour la biologie, entretiens avec J. Tavlitski, Belin, 1985
- Le matin des mathématiciens, dir. collectif, entretiens, Belin, 1985
- 12 clés pour l'électronique, entretiens avec M. Camus, Belin, 1986
- 12 clés pour la géologie, entretiens avec C. Allègre, Belin, 1987
- Les âges de l'homme, dir. collectif, entretiens, Eshel, 1988
- Jadis bis, -récit - Actes Sud, 1988
- La symétrie aujourd'hui, dir. collectif, entretiens, Seuil, 1989 (traduit en portugais)
- 12 clés pour la médecine, entretiens avec A.D.Nenna, Belin, 1990
- Le hasard aujourd'hui, dir. collectif, entretiens, Seuil, 1991 (traduit en portugais et en italien)
- Prédire n'est pas expliquer, entretiens avec René Thom, Eshel, 1991, Flammarion poche
- De la parole comme d'une molécule, entretiens avec Boris Cyrulnik, Eshel, 1991, Belin poche
- En l'homme le bébé, entretiens avec Serge Lebovici, Eshel, 1992
- Une histoire de la raison, entretiens avec François Chatelet, Seuil,1992 (Deux traductions en portugais, une en espagnol, une en chinois)
- Les portes de Thanatos, Eshel, 1993
- Rome : savoir se penser, entretiens avec Pierre Grimal, Eshel, 1994 (traduction en portugais)
- Les sciences de la forme aujourd'hui, dir. collectif, entretiens, Seuil, 1994 (traduit en portugais)
- 12 clés pour le médicament, entretiens avec Pierre Pothier, Belin, 1996, 5
- La psyché carrefour, entretiens avec Daniel Widlöcher, Georg-Eshel, 1997
- Vous, Actes Sud, 1999
- Cybermondes (avec Vahé Zartarian), Georg, 2000 (traduit en espagnol)
- Les Ikons et les Miliques (théâtre), Réparateurs Réunis, 2000
- Au-delà 2001, Odyssée de l’esprit, dir. collectif, entretiens, Georg 2001
- Causalité et finalité, dir. (avec G. Cohen-Tannoudji), EDP sciences, 2003
- Le réel et ses dimensions, dir. (avec G. Cohen-Tannoudji), EDP sciences, 2003
- A mordir debout, café noir, 24X36, 2004
- La tétralogie du vieux monsieur, 24X36, 2005
- Aikus, dans revue Jointure n° 90, jointée éditeur, sept 2009
- La Gidouille et la Citrouille, 24X36, 2007
- Dire, raconter, 24X36, 2007
- Accrocs dans le ciel, 24X36, 2008
- Nota bene - droit dans le mur, L’émilius édition, 2009
- La création - définition et défis contemporains ( sous la dir. Émile Noël, Sylvie Dallet, Georges Chapoutier), L’harmattan, 2009
- Les territoires du sentiment océanique (collectif avec sylvie Dallet), L’Harmattan, 2012
- Sous la parole, l'image, Isca 2014
- La Trilogie de Lahouria, Isca, 2015
- Un jour peut-être, L’émilius édition, 2017
- La vallée de sylvius, L’émilius édition, 2017
- Pépito entretien sous la feuille d’automne avec Emile, L’émilius édition, 2018
- Le moins que rien, L’émilius édition, 2018
- L’autre disparition, L’émilius édition, 2018
- Josiane, L’émilius édition, 2018, 15
- Je vais créer Dieu, L’émilius édition, 2018
- Inquiétante cette étrangeté, L’émilius édition, 2019
- « ? » , L’émilius édition, 2019
- Mon amie zabelle, L’émilius édition, 2020